# Puerta del Sol (Zaragoza)
La puerta del Sol fue una puerta de la ciudad española de Zaragoza, ya desaparecida.

## Descripción
La puerta, que daba entrada a la ciudad española de Zaragoza por el sudeste, tenía un solo arco. Construida en el siglo XIV, conducía al antiguo barrio de las Tenerías. Aparece descrita en la Guía de Zaragoza (1860) de Vicente Andrés con las siguientes palabras:

—del Sol. Se halla situada al N. E. de la ciudad: consta de un solo arco de sillería, en el cual se ven infinidad de señales de las balas recibidas en la guerra de la Independencia. Da salida al barrio de las Tenerías, extramuros de la ciudad.
(Andrés, 1860, pp. 516-517)

La puerta fue derribada en 1869.